# Kościół Narodzenia Najświętszej Maryi Panny w Baborowie
Kościół Narodzenia Najświętszej Maryi Panny – rzymskokatolicki kościół parafialny Parafii Narodzenia Najświętszej Maryi Panny należącej do dekanatu Kietrz, diecezji opolskiej.

## Historia
Obecna świątynia została zbudowana na początku XIX wieku na miejscu spalonej świątyni późnogotyckiej. W 1922 roku została przebudowana w stylu neobarokowym. konsekrował ją biskup ołomuniecki Leopold Prečan w 1924 roku. W 1945 roku budowla została zniszczona. Odbudowana dzięki staraniom pierwszego proboszcza, karmelity trzewiczkowego - O. Marcina Tomasza Hałupki. Rekonsekrowana w 1948 roku. 

## Ołtarze

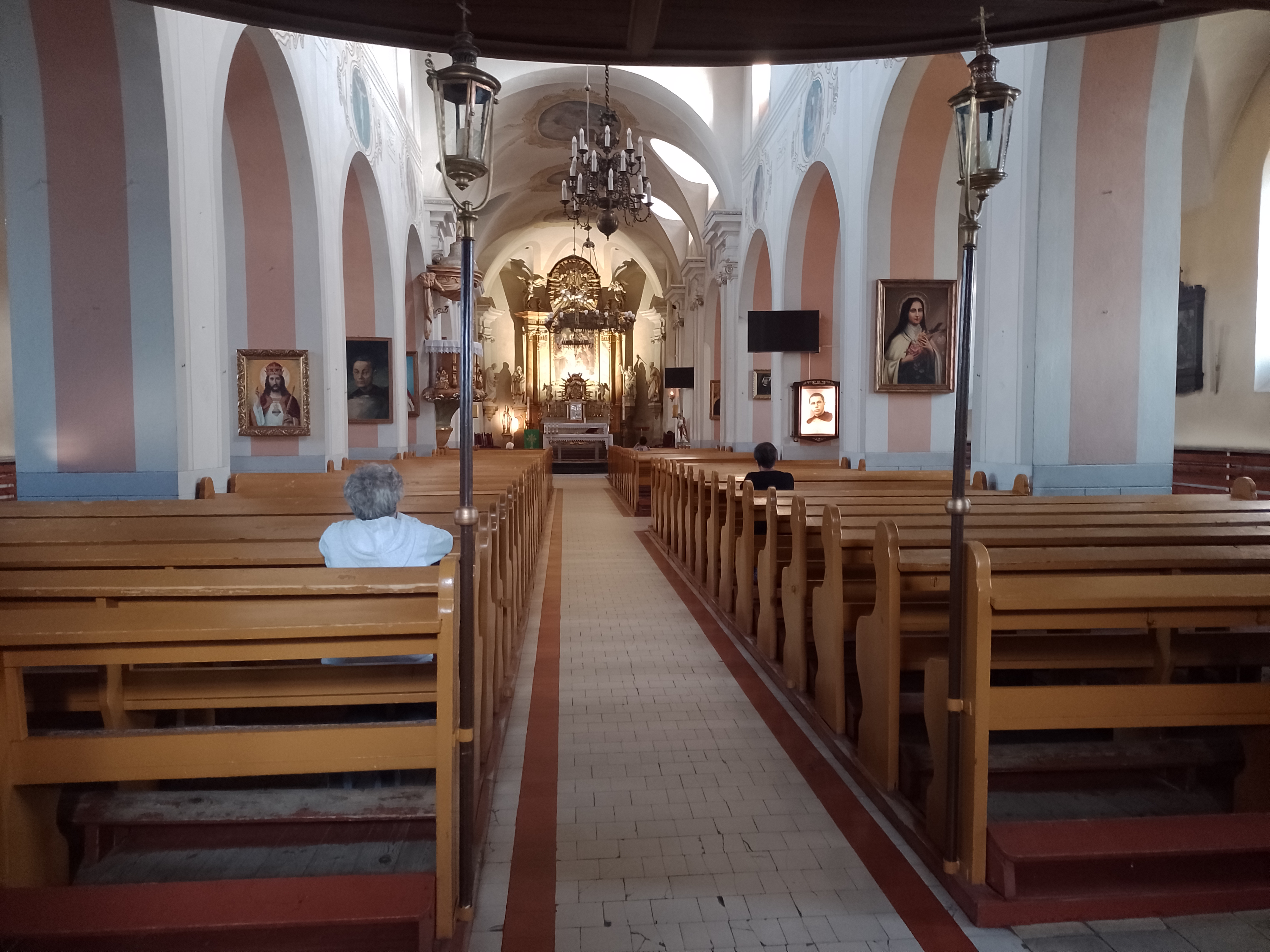
Wnętrze kościoła

Ołtarz główny wykonany na początku XIX wieku został przekształcony na początku XXI wieku.  Nastawa ołtarzowa (retabulum) podzielona jest kolumnami i pilastrami, między którymi są umieszczone posągi Abrahama i Dawida oraz aniołów w zakończeniu. Z lewej i prawej strony na konsolach znajdują się rzeźby świętych apostołów Piotra i Pawła.
Ołtarze boczne zostały wykonane na z początku XIX wieku. Lewy jest poświęcony świętemu Antoniemu, a z lewej i prawej strony są umieszczone posagi dwóch świętych rycerzy. W prawym jest umieszczona rzeźba św. Jana Nepomucena, a z lewej i prawej strony są umieszczone przestrzenne przedstawienia św.  Szczepana i św. Wawrzyńca.

## Organy
Organy wybudowała firma Schlag & Söhne w 1897 roku jako opus 481. Stół gry wbudowany centralnie w neogotycką szafę organową. Ostatni remont wykonała firma Kamerton Wiesława Jelenia. Dyspozycja i tabliczki z nazwami głosów nie są oryginalne.
Dyspozycja instrumentu:
| Manuał I           | Manuał II               | Pedał               |
| Hauptwerk          | Oberwerk                |                     |
| ------------------ | ----------------------- | ------------------- |
| 1. Principal 8’    | 1. Flöte 4’             | 1. Subbass 16’      |
| 2. Gedackt 8’      | 2. Salicional 8’        | 2. Bassflöte 8’     |
| 3. Gamba 8’        | 3. Aeoline 8’           | 3. Cello 8’         |
| 4. Octave 4’       | 4. Holflöte 8’          | 4. Principalbass 8’ |
| 5. Nachthorn 2’    | 5. Waldflöte 2’         |                     |
| 6. Mixtur 2-4 fach | 6. Rausch quinte 2 2/3’ |                     |